# Bombardeo de la mezquita Shuhada al-Aqsa
El bombardeo de la mezquita Shuhada al-Aqsa fue un ataque aéreo llevado a cabo el 6 de octubre de 2024, por las Fuerzas de Defensa de Israel (FDI), contra la mezquita Shuhada al-Aqsa y la cercana escuela Ibn Rushd en Deir al-Balah, situada en el centro de la Franja de Gaza. El ataque aéreo mató al menos a 26 personas e hirió a más de 93. La mezquita y la escuela albergaban a personas desplazadas por la guerra de Gaza, incluidos numerosas mujeres y niños.

## Bombardeo
El ataque aéreo tuvo lugar un día después de que el ejército israelí emitiera nuevas órdenes de evacuación que afectaron a partes del campo de refugiados de Nuseirat, en el centro de la Franja de Gaza, desplazando a cientos de familias. Luego, las FDI anunciaron una nueva ofensiva aérea y terrestre en Beit Lahia y Jabaliya, en el norte de Gaza.
El ataque aéreo israelí alcanzó la mezquita Shuhada al-Aqsa y la escuela Ibn Rushd a primera hora de la mañana del 6 de octubre de 2024, matando a más de 26 palestinos e hiriendo al menos a otros 93. Israel afirmó, como lo hace habitualmente en todos los ataques que realiza contra la infraestructura civil en Gaza, que había llevado a cabo «ataques precisos contra terroristas de Hamás» que operaban dentro de «centros de mando y control» integrados en la mezquita y la escuela, sin proporcionar ninguna prueba que respaldara su afirmación.
Un lugareño informó que «la mezquita ha estado aquí durante 20 años y el barrio tenía a gente desplazada». Según las Naciones Unidas, el ataque elevó a 187 el número de palestinos asesinados en Gaza sólo del 30 de septiembre al 4 de octubre.